# Louis de Wijze
Louis de Wijze (Boxmeer, 30 mei 1922 – Berg en Dal, 20 juli 2009) was een Nederlands ondernemer en Holocaust-overlevende.

## Biografie
De Wijze groeide op in Boxmeer en verhuisde in 1932 naar Nijmegen. Hij doorliep de HBS aan de Kronenburgersingel. In de nacht van 2 op 3 oktober 1942 werd het Joodse gezin, behalve zus Elly, die het geluk had te kunnen onderduiken, opgepakt door de Duitse bezetter en overgebracht naar Kamp Westerbork. Eind maart 1944 werd hij op transport gezet naar concentratiekamp Auschwitz. Daar bleef hij tot het kamp op 27 januari 1945 bevrijd werd. Een week eerder ontsnapte hij aan de dodenmars. Louis de Wijze keerde, samen met zus Kitty, die in ander kampen had gezeten, terug uit de oorlog. Meer dan 20 familieleden overleefden niet.

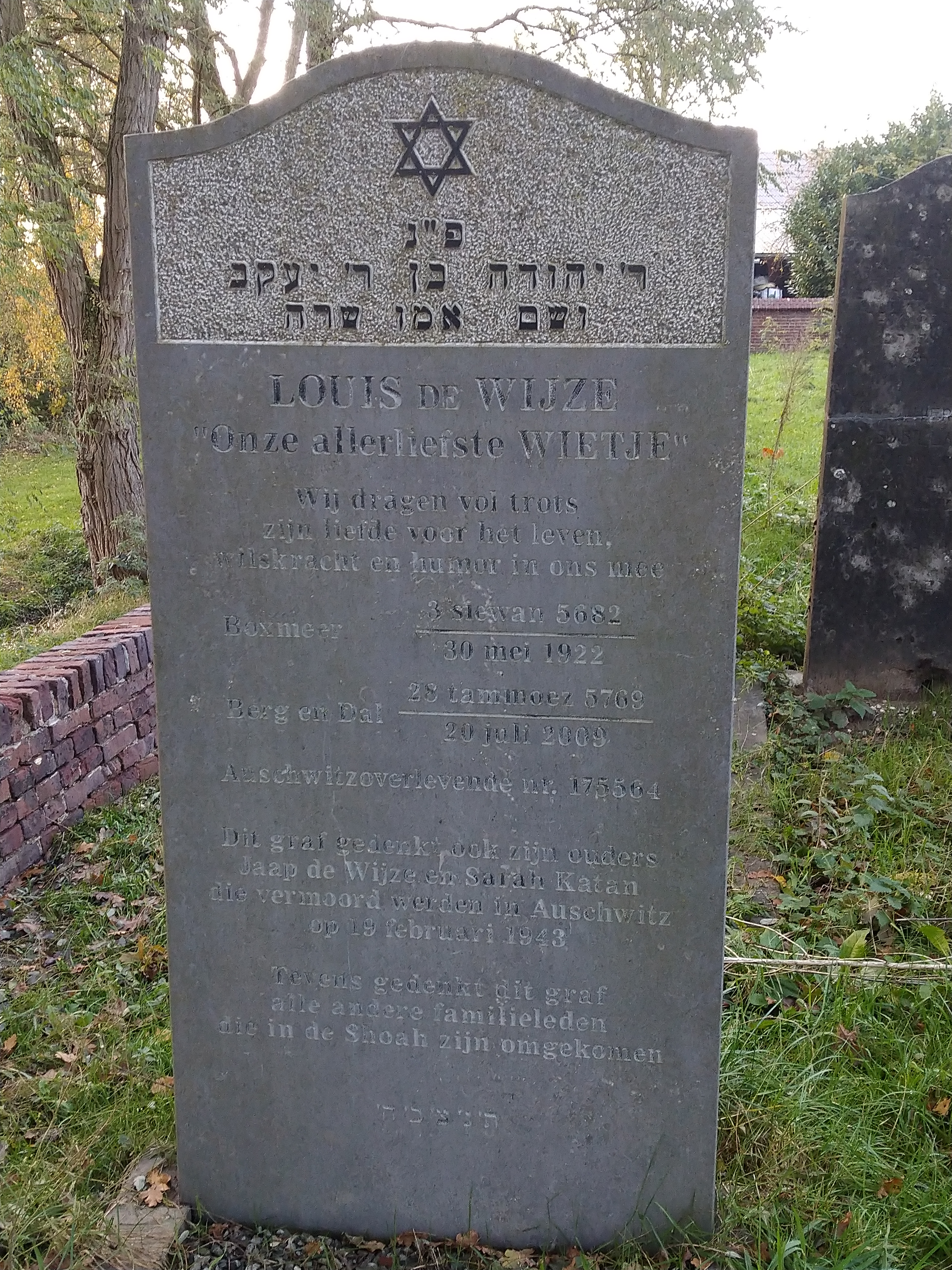

Hij werd directeur van vleesbedrijf Homburg in Cuijk. Net als zijn vader, die ook voor de oorlog een vleesbedrijf bezat. Onder zijn leiding groeide het bedrijf uit tot een grote internationale speler in de vleesverwerking. Zijn verhalen uit de Tweede Wereldoorlog werden opgetekend door Kees van Cadsand en in 1995 uitgegeven in het boek Ontsnapping uit de dodenmars, herinneringen van Louis de Wijze aan de concentratiekampen en transporten. Ook gaf hij vele lezingen waarbij hij zich actief inzette tegen antisemitisme en racisme. Hij was een van de bedenkers van het monument van de 102.000 stenen in Herinneringscentrum Kamp Westerbork. Hij was onderscheiden als officier in de Orde van Oranje-Nassau. In 2002 ontving hij de Burgemeester Dales Prijs, genoemd naar Ien Dales. Hij is begraven op de joodse begraafplaats in Vierlingsbeek, zie foto van grafsteen.

## Varia
- Naar zijn nichtje Kitty (Kaatje) de Wijze is in Nijmegen het pleintje genoemd waar de 400 omgekomen Nijmeegse Joden jaarlijks herdacht worden.
- Louis de Wijze en Kitty Nijstad-de Wijze hebben beiden hun levensverhaal in 1996 verteld aan het USC Shoah Foundation Institute, opgericht in 1994 door Steven Spielberg. Deze verhalen zijn opgenomen in de Collectie 2000 Getuigen Vertellen van het Joods Historisch Museum.